# Moulismes
Moulismes est une commune du Centre-Ouest de la France, située dans le département de la Vienne en région Nouvelle-Aquitaine.

## Géographie

### Voies de communication et transports
La commune est traversée par la route nationale 147. Une aire de repos y est aménagée, capable de recevoir spécifiquement les campings cars. Le site a été restauré en 2018 : le gestionnaire « Camping-Car Park » veille à la disponibilité des 53 emplacements.
L'entretien de l'aire de service est à la charge de la commune et placée, selon l'insistance du maire, sous la sauvegarde des usagers des 2 000 véhicules-jours en été.

### Climat
Pour des articles plus généraux, voir Climat de la Nouvelle-Aquitaine et Climat de la Vienne.
Historiquement, la commune est exposée à un climat océanique du nord-ouest.  
En 2020, Météo-France publie une typologie des climats de la France métropolitaine dans laquelle la commune est exposée à un climat océanique altéré et est dans la région climatique  Poitou-Charentes, caractérisée par un bon ensoleillement, particulièrement en été et des vents modérés.
Pour la période 1971-2000, la température annuelle moyenne est de 11,6 °C, avec une amplitude thermique annuelle de 15 °C. Le cumul annuel moyen de précipitations est de 842 mm, avec 11,9 jours de précipitations en janvier et 7 jours en juillet. Pour la période 1991-2020, la température moyenne annuelle observée sur la station météorologique la plus proche, située sur la commune de Montmorillon à 11,55 km à vol d'oiseau, est de 0,0 °C et le cumul annuel moyen de précipitations est de 0,0 mm,. Pour l'avenir, les paramètres climatiques de la commune estimés pour 2050 selon différents scénarios d’émission de gaz à effet de serre sont consultables sur un site dédié publié par Météo-France en novembre 2022.

### Communes limitrophes
|        | Saulgé    |           |
| Persac | Moulismes | Plaisance |
|        | Adriers   |           |

## Urbanisme

### Typologie
Au 1er janvier 2024, Moulismes est catégorisée commune rurale à habitat dispersé, selon la nouvelle grille communale de densité à sept niveaux définie par l'Insee en 2022.
Elle est située hors unité urbaine. Par ailleurs la commune fait partie de l'aire d'attraction de Montmorillon, dont elle est une commune de la couronne,. Cette aire, qui regroupe 18 communes, est catégorisée dans les aires de moins de 50 000 habitants,.

### Occupation des sols
L'occupation des sols de la commune, telle qu'elle ressort de la base de données européenne d’occupation biophysique des sols Corine Land Cover (CLC), est marquée par l'importance des territoires agricoles (93,9 % en 2018), une proportion identique à celle de 1990 (93,9 %). La répartition détaillée en 2018 est la suivante : 
prairies (46,1 %), terres arables (33,5 %), zones agricoles hétérogènes (14,3 %), forêts (5 %), zones urbanisées (1,1 %). L'évolution de l’occupation des sols de la commune et de ses infrastructures peut être observée sur les différentes représentations cartographiques du territoire : la carte de Cassini (XVIIIe siècle), la carte d'état-major (1820-1866) et les cartes ou photos aériennes de l'IGN pour la période actuelle (1950 à aujourd'hui).

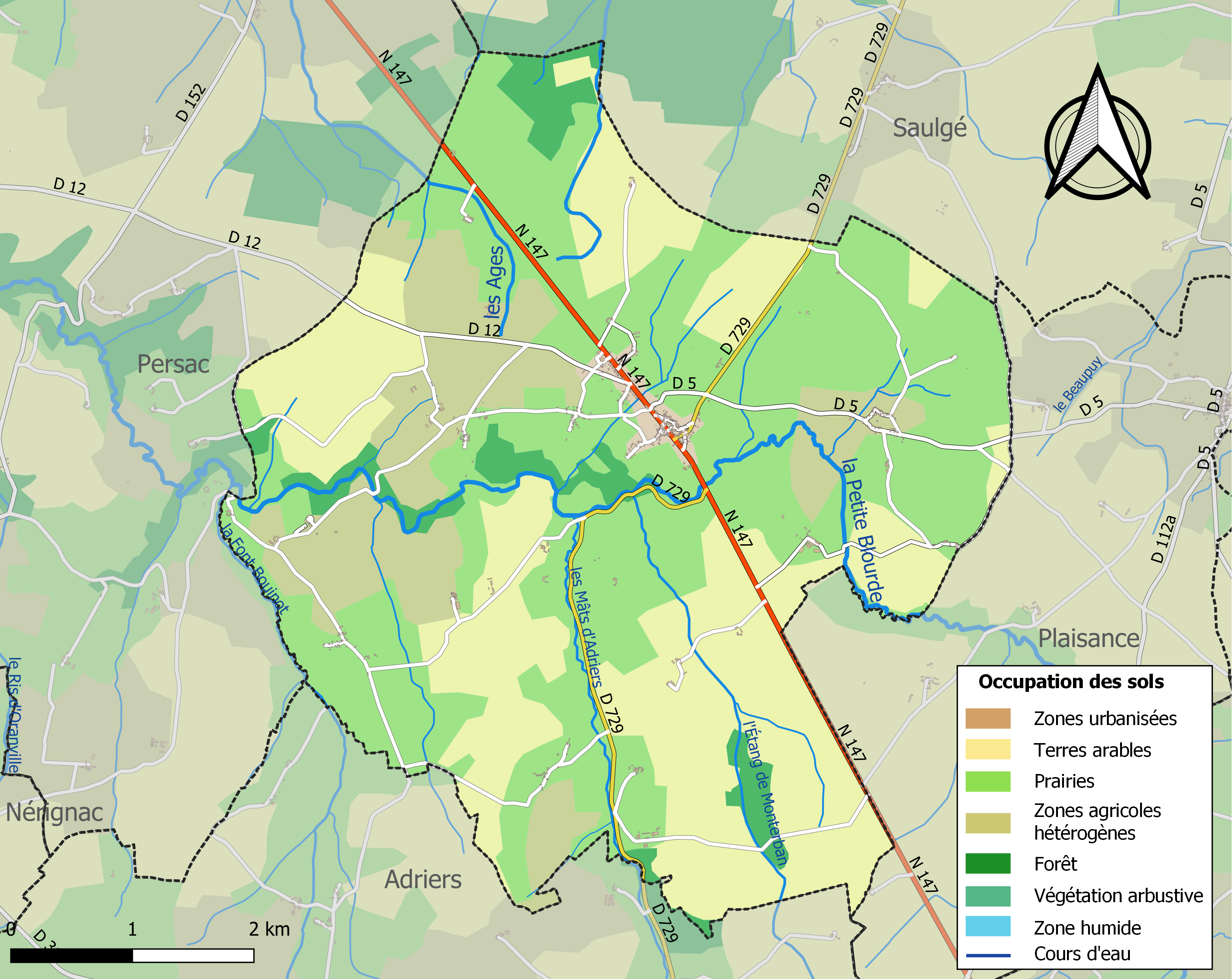
Carte des infrastructures et de l'occupation des sols de la commune en 2018 (CLC).

### Risques majeurs
Le territoire de la commune de Moulismes est vulnérable à différents aléas naturels : météorologiques (tempête, orage, neige, grand froid, canicule ou sécheresse), inondations, mouvements de terrains et séisme (sismicité faible). Il est également exposé à deux risques technologiques,  le transport de matières dangereuses et le risque nucléaire, et à un risque particulier : le risque de radon. Un site publié par le BRGM permet d'évaluer simplement et rapidement les risques d'un bien localisé soit par son adresse soit par le numéro de sa parcelle.

#### Risques naturels
Certaines parties du territoire communal sont susceptibles d’être affectées par le risque d’inondation par débordement de cours d'eau, notamment la Petite Blourde, les Ages et le ruisseau de l'Ancien étang de Belplaine. La commune a été reconnue en état de catastrophe naturelle au titre des dommages causés par les inondations et coulées de boue survenues en 1982, 1983, 1999 et 2010,.

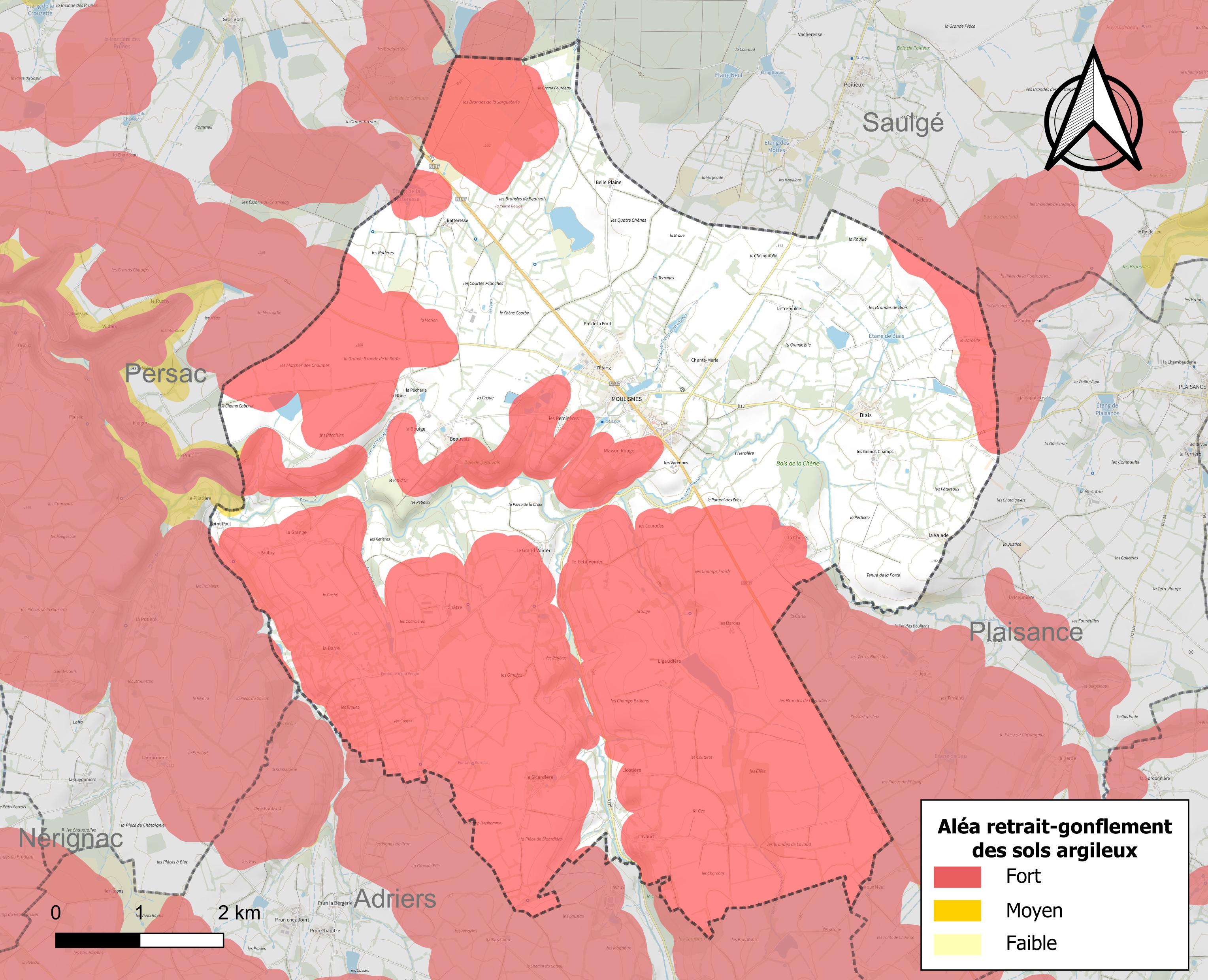
Carte des zones d'aléa retrait-gonflement des sols argileux de Moulismes.

Les mouvements de terrains susceptibles de se produire sur la commune sont des tassements différentiels. Le retrait-gonflement des sols argileux est susceptible d'engendrer des dommages importants aux bâtiments en cas d’alternance de périodes de sécheresse et de pluie. 55,1 % de la superficie communale est en aléa moyen ou fort (79,5 % au niveau départemental et 48,5 % au niveau national). Depuis le 1er octobre 2020, en application de la loi ÉLAN, différentes contraintes s'imposent aux vendeurs, maîtres d'ouvrages ou constructeurs de biens situés dans une zone classée en aléa moyen ou fort,.
La commune a été reconnue en état de catastrophe naturelle au titre des dommages causés par la sécheresse en 1989, 2003, 2018 et 2019 et par des mouvements de terrain en 1999 et 2010.

#### Risque technologique
La commune étant située dans le périmètre du plan particulier d'intervention (PPI) de 20 km autour de la centrale nucléaire de Civaux, elle est exposée au risque nucléaire. En cas d'accident nucléaire, une alerte est donnée par différents médias (sirène, sms, radio, véhicules). Dès l'alerte, les personnes habitant dans le périmètre de 2 km se mettent à l'abri. Les personnes habitant dans le périmètre de 20 km peuvent être amenées, sur ordre du préfet, à évacuer et ingérer des comprimés d’iode stable,,.

#### Risque particulier
Dans plusieurs parties du territoire national, le radon, accumulé dans certains logements ou autres locaux, peut constituer une source significative d’exposition de la population aux rayonnements ionisants. Selon la classification de 2018, la commune de Moulismes est classée en zone 3, à savoir zone à potentiel radon significatif.

## Histoire
Moulismes accueille favorablement les avancées de la Révolution française. Elle plante[Où ?] ainsi son arbre de la liberté, symbole de la Révolution. Il devient le lieu de ralliement de toutes les fêtes et des principaux événements révolutionnaires.

## Politique et administration

### Liste des maires
| Période   | Période  | Identité          | Étiquette | Qualité                           |
| --------- | -------- | ----------------- | --------- | --------------------------------- |
|           |          |                   |           |                                   |
| mars 2001 | 2014     | Roger Tartaud     |           | A assumé six mandats              |
| 2014      | 2014     | Laurent Wanègue   |           | instituteur                       |
| 2014      | 2020     | Nathalie Tabuteau |           |                                   |
| 2020      | En cours | Nathalie Tabuteau |           | professeur des écoles, directrice |

### Instances judiciaires et administratives
La commune relève du tribunal d'instance de Poitiers, du tribunal de grande instance de Poitiers, de la cour d'appel de Poitiers, du tribunal pour enfants de Poitiers, du conseil de prud'hommes de Poitiers, du tribunal de commerce de Poitiers, du tribunal administratif de Poitiers et de la cour administrative d'appel de Bordeaux, du tribunal des pensions de Poitiers, du tribunal des affaires de la Sécurité sociale de la Vienne, de la cour d'assises de la Vienne.

### Services publics
Une agence de La Poste est située en mairie.

## Démographie
L'évolution du nombre d'habitants est connue à travers les recensements de la population effectués dans la commune depuis 1793. Pour les communes de moins de 10 000 habitants, une enquête de recensement portant sur toute la population est réalisée tous les cinq ans, les populations de référence des années intermédiaires étant quant à elles estimées par interpolation ou extrapolation. Pour la commune, le premier recensement exhaustif entrant dans le cadre du nouveau dispositif a été réalisé en 2008.

En 2022, la commune comptait 361 habitants, en évolution de −4,24 % par rapport à 2016 (Vienne : +0,6 %, France hors Mayotte : +2,11 %).
| 1793 | 1800 | 1806 | 1821 | 1831 | 1836 | 1841 | 1846 | 1851 |
| ---- | ---- | ---- | ---- | ---- | ---- | ---- | ---- | ---- |
| 590  | 476  | 480  | 589  | 634  | 700  | 682  | 720  | 852  |

| 1856 | 1861 | 1866 | 1872 | 1876 | 1881 | 1886 | 1891  | 1896 |
| ---- | ---- | ---- | ---- | ---- | ---- | ---- | ----- | ---- |
| 871  | 854  | 904  | 879  | 947  | 942  | 999  | 1 028 | 986  |

| 1901 | 1906 | 1911 | 1921 | 1926 | 1931 | 1936 | 1946 | 1954 |
| ---- | ---- | ---- | ---- | ---- | ---- | ---- | ---- | ---- |
| 936  | 884  | 837  | 805  | 766  | 717  | 709  | 666  | 575  |

| 1962 | 1968 | 1975 | 1982 | 1990 | 1999 | 2006 | 2008 | 2013 |
| ---- | ---- | ---- | ---- | ---- | ---- | ---- | ---- | ---- |
| 523  | 526  | 517  | 488  | 434  | 397  | 406  | 409  | 390  |

| 2018 | 2022 | - | - | - | - | - | - | - |
| ---- | ---- | - | - | - | - | - | - | - |
| 368  | 361  | - | - | - | - | - | - | - |

En 2008, selon l’Insee, la densité de population de la commune était de 14 hab./km2 contre 61 hab./km2 pour le département, 68 hab./km2 pour la région Poitou-Charentes et 115 hab./km2 pour la France.

## Économie
Selon la direction régionale de l'alimentation, de l'agriculture et de la forêt de Poitou-Charentes, il y a 20 exploitations agricoles en 2010 contre 23 en 2000.
Les surfaces agricoles utilisées ont diminué et sont passées de 1 956 hectares en 2000 à 1 689 hectares en 2010. 28 % sont destinées à la culture des céréales (blé tendre essentiellement mais aussi orges), 4 % pour les oléagineux (tournesol), 42 % pour le fourrage et 20 % reste en herbes. En 2000, un hectare (zéro en 2010) était consacré à la vigne.
Trois exploitations en 2010 (contre 6 en 2000) abritent un élevage de bovins (478 têtes en 2010 contre 473 en 2000). Quatorze exploitations en 2010 (contre 18 en 2000) abritent un élevage important d'ovins (6 672 têtes en 2010 contre 6 992 têtes en 2000). Cette évolution est conforme à la tendance globale du département de la Vienne. En effet, le troupeau d’ovins, exclusivement destiné à la production de viande, a diminué de 43,7% de 1990 à 2007. En 2011, le nombre de têtes dans le département de la Vienne était de 214 300.
L'élevage de volailles a disparu au cours de cette décennie.

## Culture locale et patrimoine

### Lieux et monuments

#### Patrimoine civil et religieux
- Une croix hosannière [Où ?]
- Église dédiée à Hilaire de Poitiers.

#### Patrimoine naturel
Moulismes est comprise dans une zone Natura 2000.

##### Le site du bois de l'Hospice, de l'étang de Beaufour et des environs
Cette zone classée englobe un vaste secteur appartenant à la région naturelle des Brandes du Montmorillonais. Elle est centrée sur un massif forestier de 400 hectares : le bois de l'Hospice. Mais elle englobe également un étang ancien bordé d’une roselière. Ces deux sites sont entourés d’un bocage ouvert où les prairies maigres sont historiquement vouées au pâturage ovin. Cette zone est à cheval sur le territoire des quatre communes Moulismes, Persac, Saulgé et Sillars.
Ce site est particulièrement remarquable pour son avifaune.
En dehors de l’aspect ornithologique, le site est aussi un conservatoire pour d’autres animaux. Ainsi, la martre, un hôte rare des forêts de la région a pu être recensé, alors que les batraciens sont représentés par la grenouille rousse, une espèce peu fréquente.
Les sols sont dans leur grande majorité argilo-sableux et localement hydromorphes. Ils deviennent progressivement calcaires et plus secs au nord-ouest site. Le site abrite plusieurs micro-habitats qui ne couvrent plus que de faibles surfaces mais qui hébergent encore un important patrimoine végétal comme pour les sources tourbeuses. Ainsi, 36 espèces végétales rares ont été recensées dans la zone.

## Sources